# Sommer-Paralympics 2016/Teilnehmer (Deutschland)
| stlisierte Goldmedaille | stlisierte Silbermedaille | stlisierte Bronzemedaille |
| ----------------------- | ------------------------- | ------------------------- |
| 18                      | 25                        | 14                        |

Deutschland wollte zu den Paralympischen Spielen 2016 in Rio de Janeiro (7. bis 18. September) zunächst eine aus 148 Sportlern bestehende Mannschaft entsenden und erhöhte dann auf 155 Sportler, wodurch die Mannschaft größer als die Londoner (151) von 2012 war.
Die deutsche Mannschaft bestand aus 89 Männern und 66 Frauen, hinzu kamen eine Steuerfrau (Rudern), ein Pilot (Radsport) und ein Begleitläufer in der Leichtathletik sowie weitere 98 Personen aus dem Funktionsteam, darunter Trainer, Ärzte und Betreuer.
Fahnenträger der deutschen Paralympics-Mannschaft war der Leichtathlet Markus Rehm.

## Teilnehmer nach Sportart

### Bogenschießen
| Athleten                     | Wettbewerb (Klasse)   | Qualifikation | Qualifikation | 1. Qualifikationsrunde     | 1. Qualifikationsrunde | 2. Qualifikationsrunde     | 2. Qualifikationsrunde | Achtelfinale    | Achtelfinale  | Viertelfinale | Viertelfinale | Halbfinale    | Halbfinale    | Finale                       | Finale        | Rang |
| Athleten                     | Wettbewerb (Klasse)   | Ringe         | Rang          | Gegner                     | Ergebnis               | Gegner                     | Ergebnis               | Gegner          | Ergebnis      | Gegner        | Ergebnis      | Gegner        | Ergebnis      | Gegner                       | Ergebnis      | Rang |
| ---------------------------- | --------------------- | ------------- | ------------- | -------------------------- | ---------------------- | -------------------------- | ---------------------- | --------------- | ------------- | ------------- | ------------- | ------------- | ------------- | ---------------------------- | ------------- | ---- |
| Frauen                       |                       |               |               |                            |                        |                            |                        |                 |               |               |               |               |               |                              |               |      |
| Jennifer Heß                 | Recurve (offen)       | 594           | 11            | Veronica Floreno           | 4:6 (119:120)          | ausgeschieden              | ausgeschieden          | ausgeschieden   | ausgeschieden | ausgeschieden | ausgeschieden | ausgeschieden | ausgeschieden | ausgeschieden                | ausgeschieden | 17   |
| Lucia Kupczyk                | Compound (offen)      | 607           | 15            | Freilos                    | -                      | Somayeh Abbaspour          | 3:7 (129:140)          | ausgeschieden   | ausgeschieden | ausgeschieden | ausgeschieden | ausgeschieden | ausgeschieden | ausgeschieden                | ausgeschieden | 9    |
| Männer                       |                       |               |               |                            |                        |                            |                        |                 |               |               |               |               |               |                              |               |      |
| Uwe Herter                   | Recurve/Compound (W1) | 609           | 8             | keine Qualifizierungsrunde | -                      | keine Qualifizierungsrunde | -                      | John Cavanagh   | 6:4 (130:124) | Ömer Aşık     | 6:4 (130:124) | John Walker   | 4:6 (131:135) | Kampf um Platz 3 Peter Kinik | 4:6 (125:133) | 4    |
| Maik Szarzewski              | Recurve (offen)       | 629           | 3             | Diogo De Souza             | 7:1 (105:87)           | Shi Xucheng                | 7:3 (118:15)           | Luziano Rezende | 4:6 (119:122) | ausgeschieden | ausgeschieden | ausgeschieden | ausgeschieden | ausgeschieden                | ausgeschieden | 5    |
| Mixed                        |                       |               |               |                            |                        |                            |                        |                 |               |               |               |               |               |                              |               |      |
| Jennifer Heß Maik Szarzewski | Recurve (offen)       | 1223          | 6             | keine Qualifizierungsrunde | -                      | keine Qualifizierungsrunde | -                      | Mongolei        | 3:5 (133:140) | ausgeschieden | ausgeschieden | ausgeschieden | ausgeschieden | ausgeschieden                | ausgeschieden | 9    |

### Goalball
| Wettbewerb    | Männer                                                                                    |
| ------------- | ----------------------------------------------------------------------------------------- |
| Athleten      | Michael Feistle Christian Friebel Stefan Hawranke Oliver Hörauf Thomas Steiger Reno Tiede |
| Trainer       | Johannes Günther                                                                          |
| Gruppenphase  | Algerien (10:0) Kanada (5:7) Schweden (5:9) Brasilien (4:10)                              |
| Viertelfinale | Vereinigte Staaten (6:7)                                                                  |
| Platzierung   | 5. Platz                                                                                  |

### Judo
| Frauen          |                   |                         |           |                        |               |                 |               |                                |               |               |
| Carmen Brussig  | Klasse bis 48 kg  | –                       | –         | Ecem Tasin             | 100:0         | Yuliya Halinska | 1:0s2         | Liqing Li                      | 0:102         | Silber        |
| Ramona Brussig  | Klasse bis 52 kg  | –                       | –         | Michele Ferreira       | 10:000        | Sevinch Salaeva | 1s2:0s2       | Sandrine Martinet              | 0s2-12s3      | Silber        |
| Männer          |                   |                         |           |                        |               |                 |               |                                |               |               |
| Sebastian Junk  | Klasse bis 81 kg  | Seyed Omid Nouri Jafari | 0s1:111s3 | ausgeschieden          | ausgeschieden | ausgeschieden   | ausgeschieden | ausgeschieden                  | ausgeschieden | ausgeschieden |
| Nikolai Kornhaß | Klasse bis 73 kg  | Mauricio Briceno        | 0-0s1     | Harlley Damiao Pereira | 100:0101      | Ramil Gasimov   | 0:100         | Bronzematch: Aramitsu Kitazono | 110:0         | Bronze        |
| Oliver Upmann   | Klasse bis 100 kg | Antonio Tenorio         | 0:100     | ausgeschieden          | ausgeschieden | ausgeschieden   | ausgeschieden | ausgeschieden                  | ausgeschieden | ausgeschieden |

### Leichtathletik
Wegen des Anlaufs wurde der Weitsprung von 'F' nach 'T' umklassifiziert.

#### Frauen
| Athleten                                                                                           | Wettbewerb             | Vorlauf/Vorkampf | Vorlauf/Vorkampf | Halbfinale | Halbfinale | Finale        | Finale        | Rang   |
| Athleten                                                                                           | Wettbewerb             | Zeit/Weite       | Rang             | Zeit/Weite | Rang       | Zeit/Weite    | Rang          | Rang   |
| -------------------------------------------------------------------------------------------------- | ---------------------- | ---------------- | ---------------- | ---------- | ---------- | ------------- | ------------- | ------ |
| Katrin Müller-Rottgardt                                                                            | 100 m T12              | 12,47 s          | 1                | 12,11 s    | 2          | 11,99 s       | 3             | Bronze |
| Janne Sophie Engeleiter                                                                            | 100 m T13              | 13,13 s          | 5                | –          | –          | ausgeschieden | ausgeschieden | 9      |
| Uta Streckert                                                                                      | 100 m T35              | –                | –                | –          | –          | 17,66 s       | 6             | 6      |
| Claudia Nicoleitzik                                                                                | 100 m T36              | 14,71 s          | 2                | –          | –          | 14,64 s       | 2             | Silber |
| Maria Seifert                                                                                      | 100 m T37              | 14,06 s          | 3                | –          | –          | 14,13 s       | 6             | 6      |
| Isabelle Foerder                                                                                   | 100 m T37              | 15,04 s          | 5                | –          | –          | ausgeschieden | ausgeschieden | 9      |
| Lindy Ave                                                                                          | 100 m T38              | 13,28 s          | 2                | –          | –          | 13,20 s (PB)  | 5             | 5      |
| Vanessa Braun                                                                                      | 100 m T38              | 14,59 s (PB)     | 7                | –          | –          | ausgeschieden | ausgeschieden | 13     |
| Nicole Nicoleitzik                                                                                 | 100 m T38              | 14,49 s (PB)     | 6                | –          | –          | ausgeschieden | ausgeschieden | 12     |
| Vanessa Low                                                                                        | 100 m T42              | 15,76 s          | 1                | –          | –          | 15,17 s       | 2             | Silber |
| Jana Schmidt                                                                                       | 100 m T42              | 16,70 s          | 3                | –          | –          | 16,84 s       | 6             | 6      |
| Irmgard Bensusan                                                                                   | 100 m T43/T44          | 13,08 s          | 1                | –          | –          | 13,04 s       | 2             | Silber |
| Katrin Müller-Rottgardt                                                                            | 200 m T12              | 24,73 s          | 2                | –          | –          | 24,71 s       | 4             | 4      |
| Uta Streckert                                                                                      | 200 m T35              | –                | –                | –          | –          | 37,51 s       | 7             | 7      |
| Claudia Nicoleitzik                                                                                | 200 m T36              | 31,18 s          | 2                | –          | –          | 31,13 s       | 3             | Bronze |
| Irmgard Bensusan                                                                                   | 200 m T44              | 26,70 s          | 1                | –          | –          | 23,90 s       | 2             | Silber |
| Maike Hausberger                                                                                   | 400 m T37              | 1:12,22 min      | 5                | –          | –          | ausgeschieden | ausgeschieden | 9      |
| Isabelle Foerder                                                                                   | 400 m T37              | 1:16,25 min      | 5                | –          | –          | ausgeschieden | ausgeschieden | 10     |
| Irmgard Bensusan                                                                                   | 400 m T44              | –                | –                | –          | –          | 59,62 s (PB)  | 2             | Silber |
| Lindy Ave, Claudia Nicoleitzik, Nicole Nicoleitzik, Maria Seifert, Vanessa Braun, Isabelle Foerder | 4 × 100 m T35/38       | –                | –                | –          | –          | 56,04 s       | 4             | 4      |
| Frederike Koleiski                                                                                 | Diskuswurf F44         | –                | –                | –          | –          | 30,34 m       | 4             | 4      |
| Marianne Buggenhagen                                                                               | Diskuswurf F55         | –                | –                | –          | –          | 24,58 m       | 2             | Silber |
| Martina Willing                                                                                    | Diskuswurf F56         | –                | –                | –          | –          | 21,05 m       | 9             | 9      |
| Frances Herrmann                                                                                   | Kugelstoßen F32/33/34  | –                | –                | –          | –          | 6,64 m        | 6             | 6      |
| Birgit Kober                                                                                       | Kugelstoßen F36        | –                | –                | –          | –          | 11,41 m       | 1             | Gold   |
| Juliane Mogge                                                                                      | Kugelstoßen F36        | –                | –                | –          | –          | 9,12 m        | 4             | 4      |
| Franziska Liebhardt                                                                                | Kugelstoßen F37        | –                | –                | –          | –          | 13,96 m (WR)  | 1             | Gold   |
| Martina Willing                                                                                    | Kugelstoßen F54/55/56  | –                | –                | –          | –          | 7,79 m        | 9             | 9      |
| Frances Herrmann                                                                                   | Speerwurf F33/34/52/53 | –                | –                | –          | –          | 18,16 m       | 3             | Bronze |
| Martina Willing                                                                                    | Speerwurf F55/56       | –                | –                | –          | –          | 22,22 m       | 2             | Silber |
| Katrin Müller-Rottgardt                                                                            | Weitsprung T12         | –                | –                | –          | –          | 5,16 m        | 6             | 6      |
| Maike Hausberger                                                                                   | Weitsprung T37         | –                | –                | –          | –          | 4,06 m        | 4             | 4      |
| Franziska Liebhardt                                                                                | Weitsprung T37         | –                | –                | –          | –          | 4,42 m        | 2             | Silber |
| Lindy Ave                                                                                          | Weitsprung T38         | –                | –                | –          | –          | 4,47 m (PB)   | 6             | 6      |
| Vanessa Braun                                                                                      | Weitsprung T38         | –                | –                | –          | –          | 3,98 m (PB)   | 13            | 13     |
| Nicole Nicoleitzik                                                                                 | Weitsprung T38         | –                | –                | –          | –          | 4,05 m        | 10            | 10     |
| Vanessa Low                                                                                        | Weitsprung T42         | –                | –                | –          | –          | 4,93 m (WR)   | 1             | Gold   |
| Jana Schmidt                                                                                       | Weitsprung T42         | –                | –                | –          | –          | 3,53 m        | 7             | 7      |

#### Männer
| Athleten                                                                                      | Wettbewerb               | Vorlauf/Vorkampf | Vorlauf/Vorkampf | Halbfinale       | Halbfinale       | Finale                 | Finale                 | Rang             |
| Athleten                                                                                      | Wettbewerb               | Zeit/Weite       | Rang             | Zeit/Weite       | Rang             | Zeit/Weite             | Rang                   | Rang             |
| --------------------------------------------------------------------------------------------- | ------------------------ | ---------------- | ---------------- | ---------------- | ---------------- | ---------------------- | ---------------------- | ---------------- |
| Thomas Ulbricht                                                                               | 100 m T12                | 11,40 s          | 1                | –                | –                | 11,39 s                | 3                      | Bronze           |
| Dennis Rill                                                                                   | 100 m T38                | 12,03 s          | 5                | –                | –                | ausgeschieden          | ausgeschieden          | 10               |
| Heinrich Popow                                                                                | 100 m T42                | 12,45 s          | 1                | –                | –                | 12,46 s                | 4                      | 4                |
| Léon Schäfer                                                                                  | 100 m T42                | 13,16 s (PB)     | 7                | –                | –                | ausgeschieden          | ausgeschieden          | 11               |
| David Behre                                                                                   | 100 m T44                | 11,23 s          | 3                | –                | –                | 11,26 s                | 7                      | 7                |
| Johannes Floors                                                                               | 100 m T44                | 11,34 s          | 6                | –                | –                | ausgeschieden          | ausgeschieden          | 12               |
| Felix Streng                                                                                  | 100 m T44                | 11,12 s          | 3                | –                | –                | 11,03 s                | 3                      | Bronze           |
| Thomas Ulbricht                                                                               | 200 m T12                | nicht angetreten | nicht angetreten | nicht angetreten | nicht angetreten | nicht angetreten       | nicht angetreten       | nicht angetreten |
| David Behre                                                                                   | 200 m T44                | 21,63 s          | 1                | –                | –                | 21,41 s                | 3                      | Bronze           |
| Johannes Floors                                                                               | 200 m T44                | 21,86 s          | 3                | –                | –                | 21,81 s (PB)           | 4                      | 4                |
| Felix Streng                                                                                  | 200 m T44                | 22,55 s          | 4                | –                | –                | nicht ins Ziel gelangt | nicht ins Ziel gelangt | 8                |
| Thomas Ulbricht                                                                               | 400 m T12                | 51,40 s          | 3                | 51,40 s          | 3                | ausgeschieden          | ausgeschieden          | 6                |
| David Behre                                                                                   | 400 m T44                | 47,74 s          | 1                | –                | –                | 46,23 s                | 2                      | Silber           |
| Johannes Floors                                                                               | 400 m T44                | nicht angetreten | nicht angetreten | nicht angetreten | nicht angetreten | nicht angetreten       | nicht angetreten       | nicht angetreten |
| David Behre / Reinhold Bötzel / Johannes Floors / Felix Streng / Markus Rehm / Heinrich Popow | 4 × 100 m T42/46         | –                | –                | –                | –                | 40,82 s                | 1                      | Gold             |
| Denis Schmitz                                                                                 | Rennrollstuhl 100 m T33  | –                | –                | –                | –                | 21,22 s                | 6                      | 6                |
| Marc Schuh                                                                                    | Rennrollstuhl 100 m T54  | 15,26 s          | 4                | –                | –                | ausgeschieden          | ausgeschieden          | 12               |
| Marc Schuh                                                                                    | Rennrollstuhl 400 m T54  | 48,89 s          | 4                | –                | –                | ausgeschieden          | ausgeschieden          | 12               |
| Alhassane Baldé                                                                               | Rennrollstuhl 1500 m T54 | 3:07,14 min      | 3                | –                | –                | 3:01,62 min            | 6                      | 6                |
| Alhassane Baldé                                                                               | Rennrollstuhl 5000 m T54 | 10:21,67 min     | 6                |                  |                  | 11:03,00 min           | 8                      | 8                |
| Léon Schäfer                                                                                  | Hochsprung T42           | –                | –                | –                | –                | 1,55 m                 | 12                     | 12               |
| Reinhold Bötzel                                                                               | Hochsprung T47           | –                | –                | –                | –                | 1,80 m                 | 9                      | 9                |
| Daniel Scheil                                                                                 | Kugelstoßen F33          | –                | –                | –                | –                | 11,03 m                | 1                      | Gold             |
| Sebastian Ernst Klaus Dietz                                                                   | Kugelstoßen F36          | –                | –                | –                | –                | 14,84 m (PR)           | 1                      | Gold             |
| Niko Kappel                                                                                   | Kugelstoßen F41          | –                | –                | –                | –                | 13,57 m                | 1                      | Gold             |
| Frank Tinnemeier                                                                              | Kugelstoßen F42          | –                | –                | –                | –                | 13,44 m                | 5                      | 5                |
| Mathias Mester                                                                                | Speerwurf F41            | –                | –                | –                | –                | 39,99 m                | 5                      | 5                |
| Mathias Schulze                                                                               | Speerwurf F41            | –                | –                | –                | –                | 48,84 m                | 10                     | 10               |
| Thomas Ulbricht                                                                               | Weitsprung T12           | –                | –                | –                | –                | 6,40 m                 | 10                     | 10               |
| Dennis Rill                                                                                   | Weitsprung T38           | –                | –                | –                | –                | 5,03 m                 | 7                      | 7                |
| Léon Schäfer                                                                                  | Weitsprung T42           | –                | –                | –                | –                | 6,06 m                 | 4                      | 4                |
| Heinrich Popow                                                                                | Weitsprung T42           | –                | –                | –                | –                | 6,70 m                 | 1                      | Gold             |
| Markus Rehm                                                                                   | Weitsprung T44           | –                | –                | –                | –                | 8,21 m (PR)            | 1                      | Gold             |
| Felix Streng                                                                                  | Weitsprung T44           | –                | –                | –                | –                | 7,13 m (PB)            | 3                      | Bronze           |

### Parakanu
Frauen
- Edina Müller: Silber
- Anke Molkenthin

Männer
- Tom Kierey: Silber
- Ivo Kilian

### Radsport

#### Frauen
| Athleten             | Wettbewerb                          | Zeit            | Rang   |
| -------------------- | ----------------------------------- | --------------- | ------ |
| Kerstin Brachtendorf | Einerverfolgung (C3)                | 4:01,233 min    | 8      |
| Kerstin Brachtendorf | Einzelzeitfahren (C5)               | 30:31,46 min    | 7      |
| Kerstin Brachtendorf | Straßenrennen (C4-5)                | 2:21,58 h       | 5      |
| Andrea Eskau         | Einzelzeitfahren (H4-5)             | 32:15,42 min    | Silber |
| Andrea Eskau         | Straßenrennen (H5)                  | 1:37,07 h       | Gold   |
| Jana Majunke         | Einzelzeitfahren (T1-2)             | 27:43,46 min    | 4      |
| Jana Majunke         | Straßenrennen (T1-2)                | 1:08,19 h       | Bronze |
| Christiane Reppe     | Einzelzeitfahren (H4-5)             | 32:15,42 h      | Silber |
| Christiane Reppe     | Straßenrennen (H1-2-3-4)            | 1:15,56 h       | Gold   |
| Denise Schindler     | Einerverfolgung 3000 Meter (C1-2-3) | disqualifiziert | -      |
| Denise Schindler     | Einzelzeitfahren (C1-2-3)           | 30:18,99 min    | Silber |
| Denise Schindler     | Straßenrennen (C1-2-3)              | 1:30:14 h       | Bronze |
| Dorothee Vieth       | Einzelzeitfahren (H4-5)             | 31:35,46 min    | Gold   |
| Dorothee Vieth       | Straßenrennen (H5)                  | 1:37,15 h       | 5      |

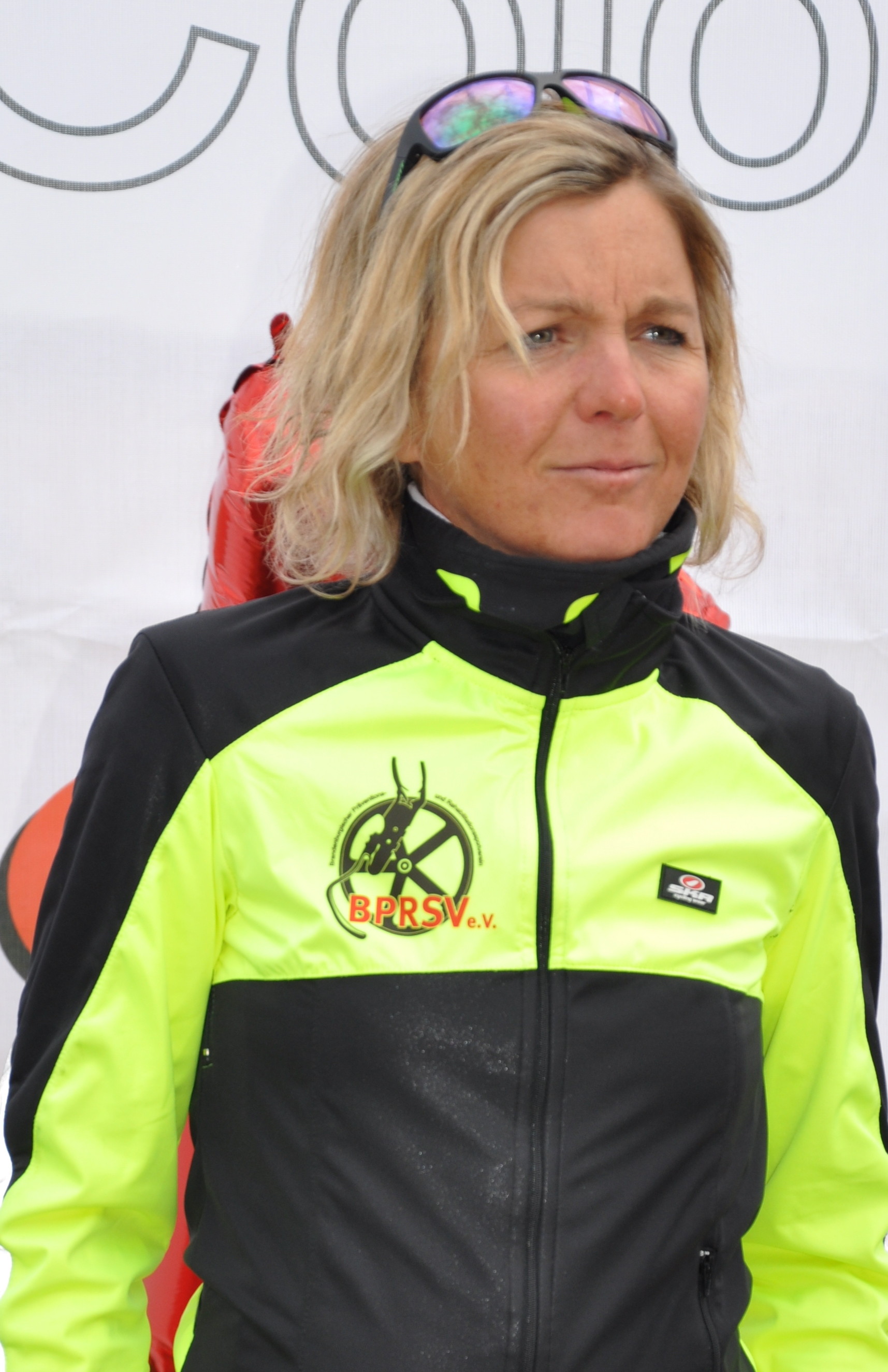
K. Brachtendorf
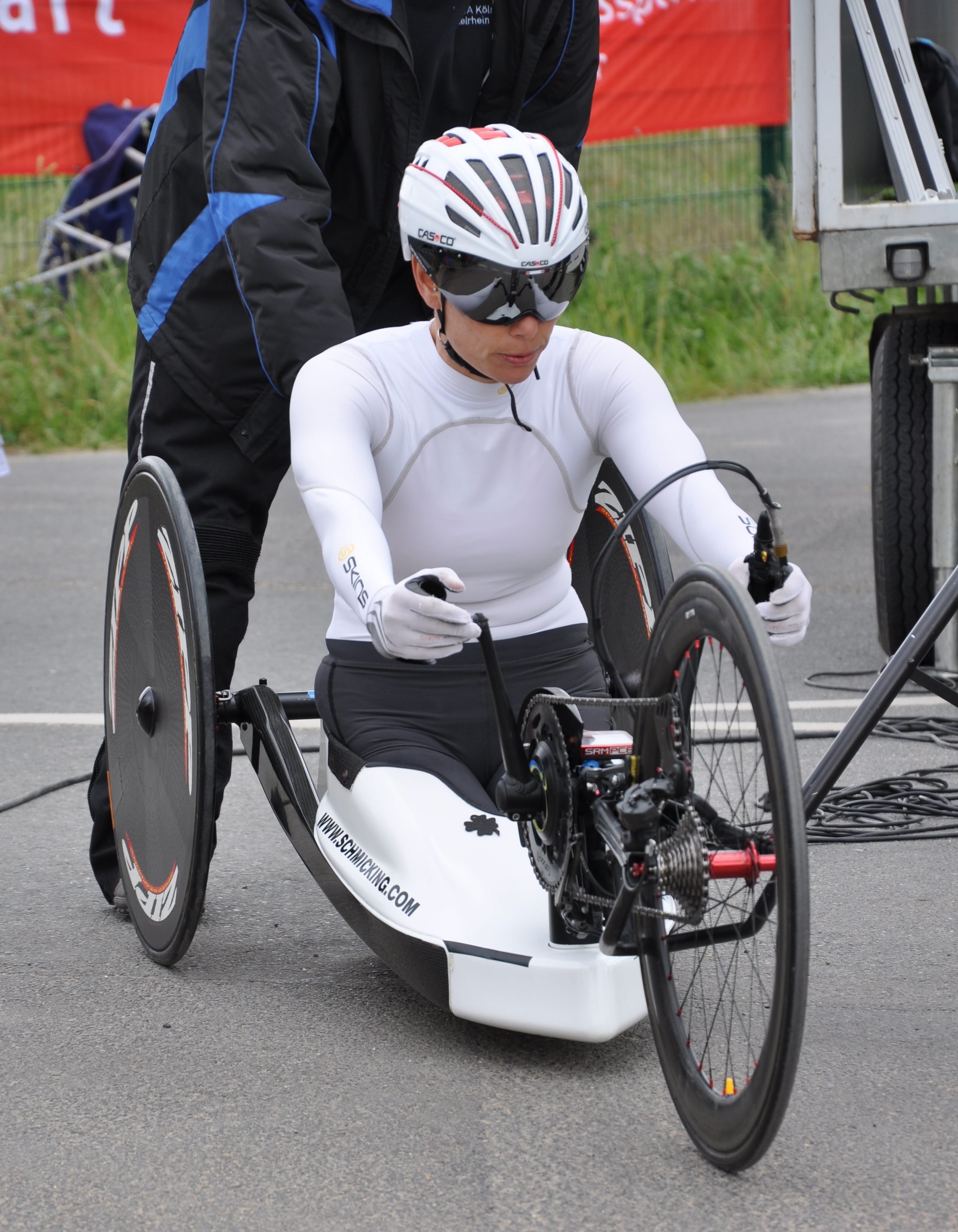
A. Eskau
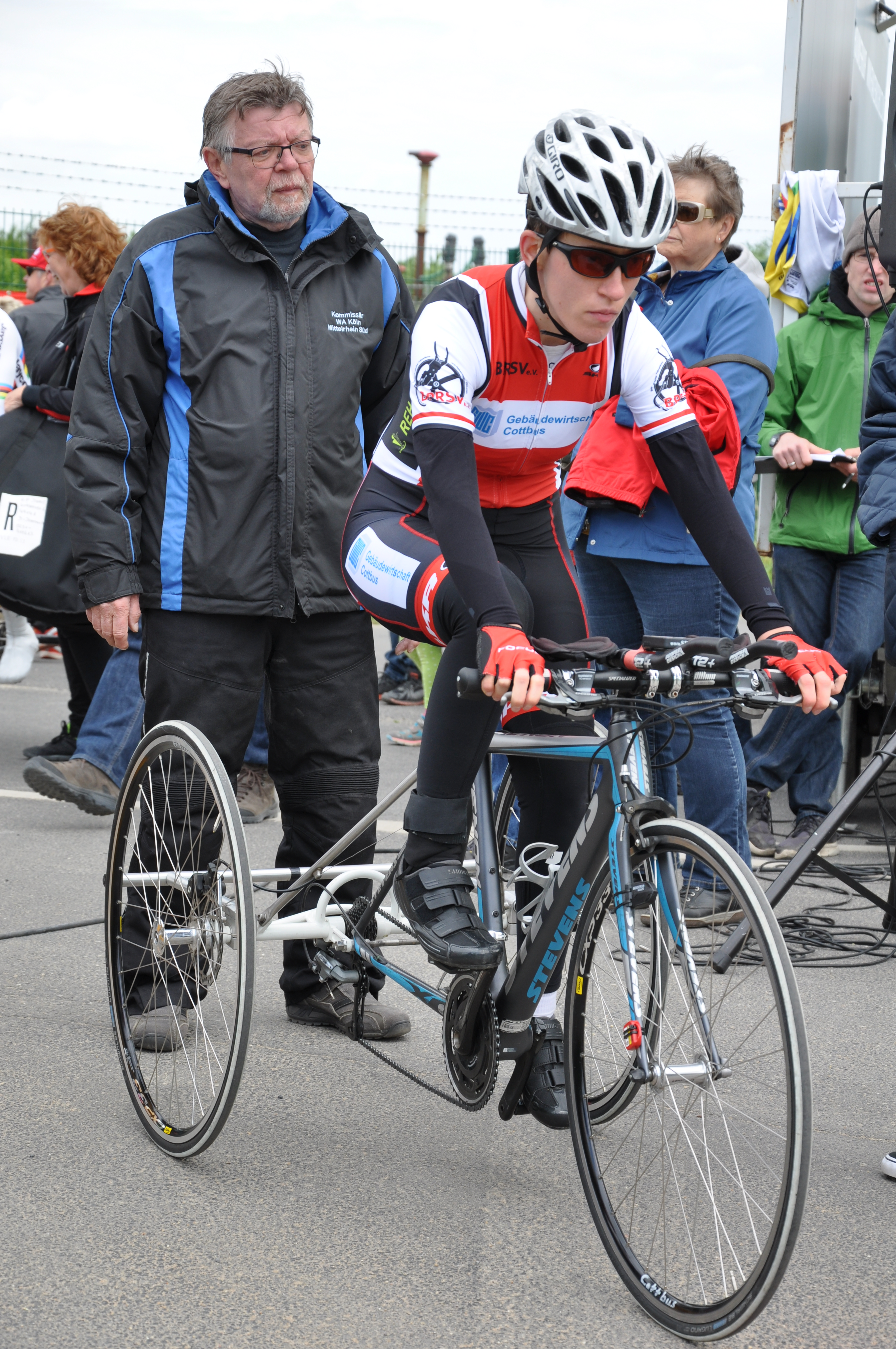
J. Majunke
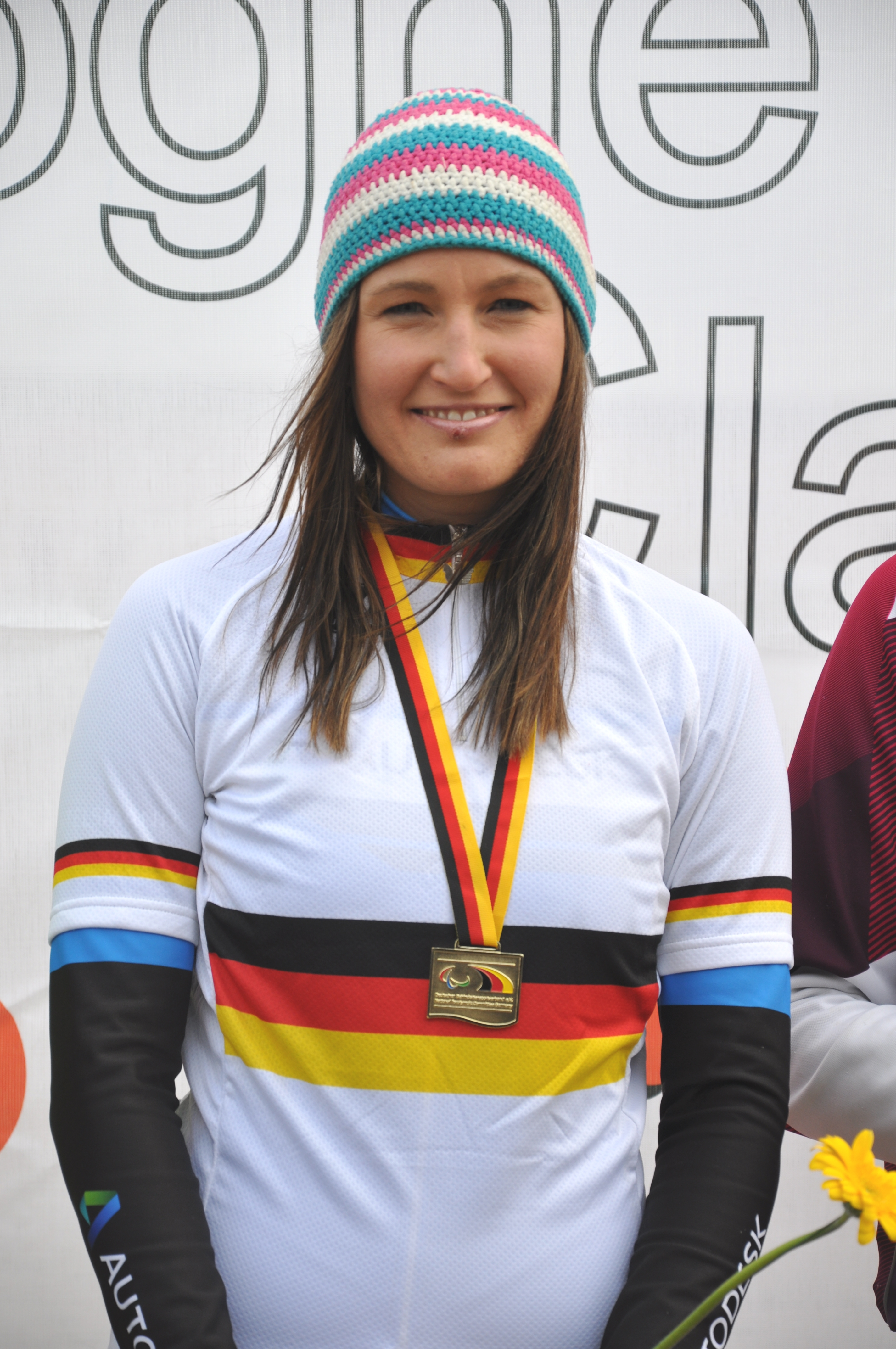
D. Schindler
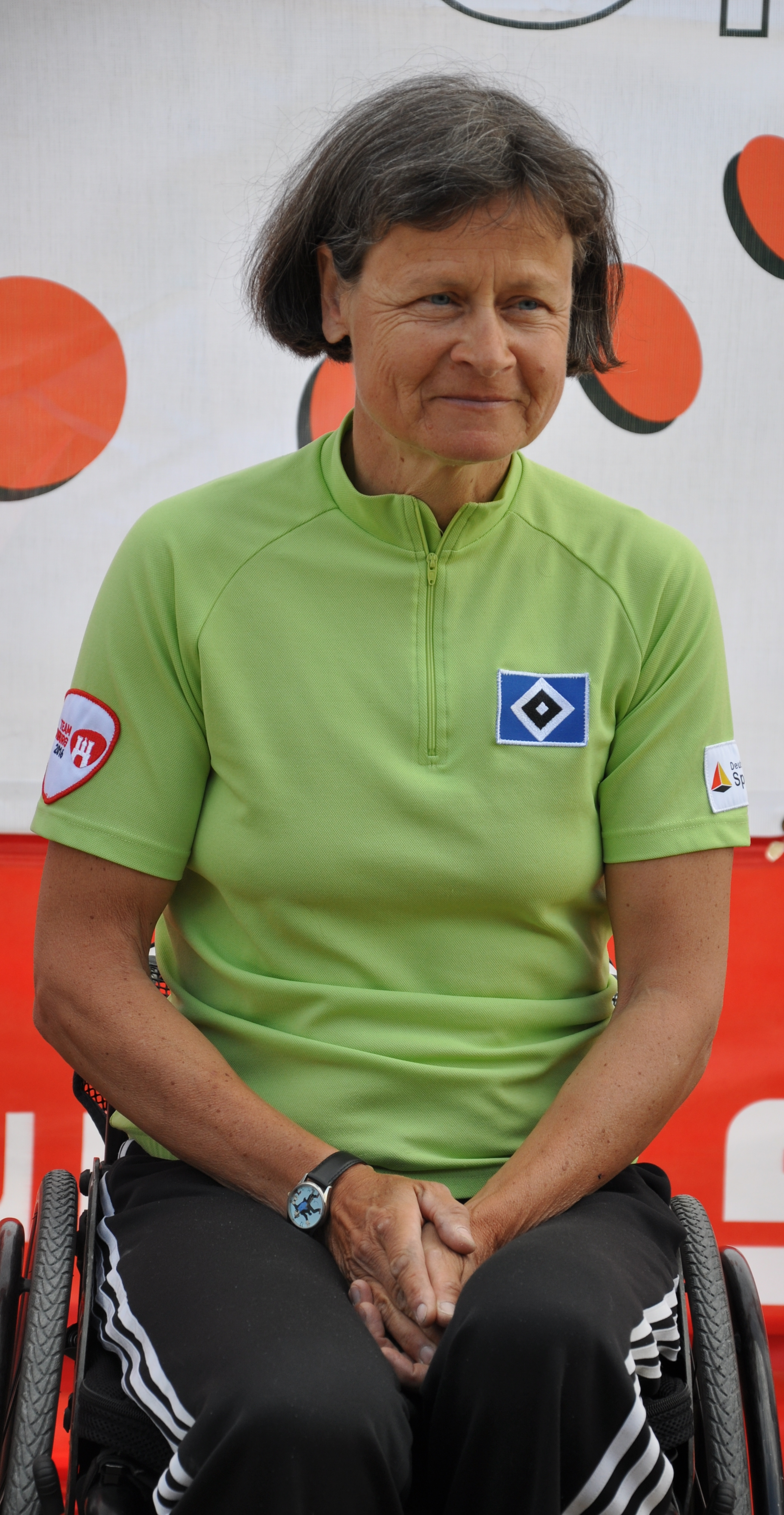
D. Vieth

#### Männer
| Athleten                       | Wettbewerb                       | Zeit         | Rang   |
| ------------------------------ | -------------------------------- | ------------ | ------ |
| Hans-Peter Durst               | Einzelzeitfahren (T1-2)          | 22:57,34 min | Gold   |
| Hans-Peter Durst               | Straßenrennen (T1-2)             | 50:57 min    | Gold   |
| Kai Kruse/Stefan Nimke (Pilot) | 4000-Meter-Verfolgung (B)        | 4:45,603 min | 13     |
| Kai Kruse/Stefan Nimke (Pilot) | 1000-Meter-Zeitfahren (B)        | 1:01,787 min | Bronze |
| Kai Kruse/Stefan Nimke (Pilot) | Einzelzeitfahren (B)             | 42:46,42 min | 20     |
| Vico Merklein                  | Einzelzeitfahren (H4)            | 28:42,34 min | Bronze |
| Vico Merklein                  | Straßenrennen (H4)               | 1:28,42 h    | Gold   |
| Thomas Schäfer                 | Einzelzeitfahren (C4)            | 40:05,05 min | 7      |
| Thomas Schäfer                 | Straßenrennen (C4-5)             | 2:19,26 h    | 12     |
| Michael Teuber                 | Einerverfolgung 3000 Meter (C1)  |              | 5      |
| Michael Teuber                 | Einzelzeitfahren (C1)            | 27:58,93 min | Gold   |
| Michael Teuber                 | Straßenrennen (C1-2-3)           | 1:52,09 h    | 14     |
| Steffen Warias                 | Einzelzeitfahren                 | 40:38,45 min | 5      |
| Steffen Warias                 | Straßenrennen                    | 1:49,11 h    | Gold   |
| Max Weber                      | Einzelzeitfahren (H3)            | 30:53,66 min | 6      |
| Max Weber                      | Straßenrennen (H3)               | 1:33,17 h    | Silber |
| Erich Winkler                  | Einerverfolgung 3000 Meter (C1)  | eingeholt    | 4      |
| Erich Winkler                  | 1000-Meter-Zeitfahren (C1)       | 1:17,774 min | 21     |
| Erich Winkler                  | Einzelzeitfahren 3000 Meter (C1) | 29:37,37 min | 4      |
| Erich Winkler                  | Straßenrennen (C1-2-3)           | 1:55,04 h    | 18     |

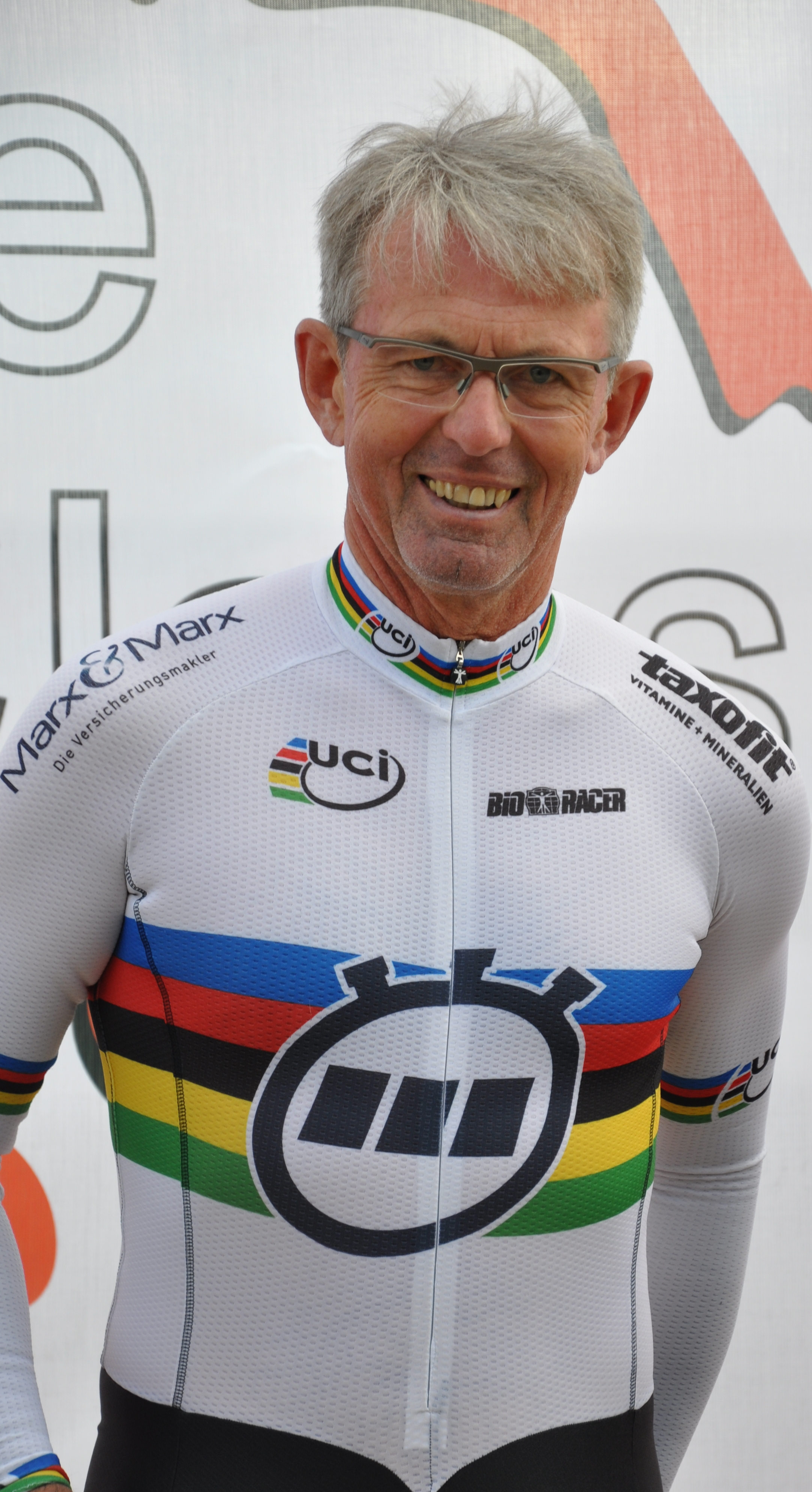
H.-P. Durst
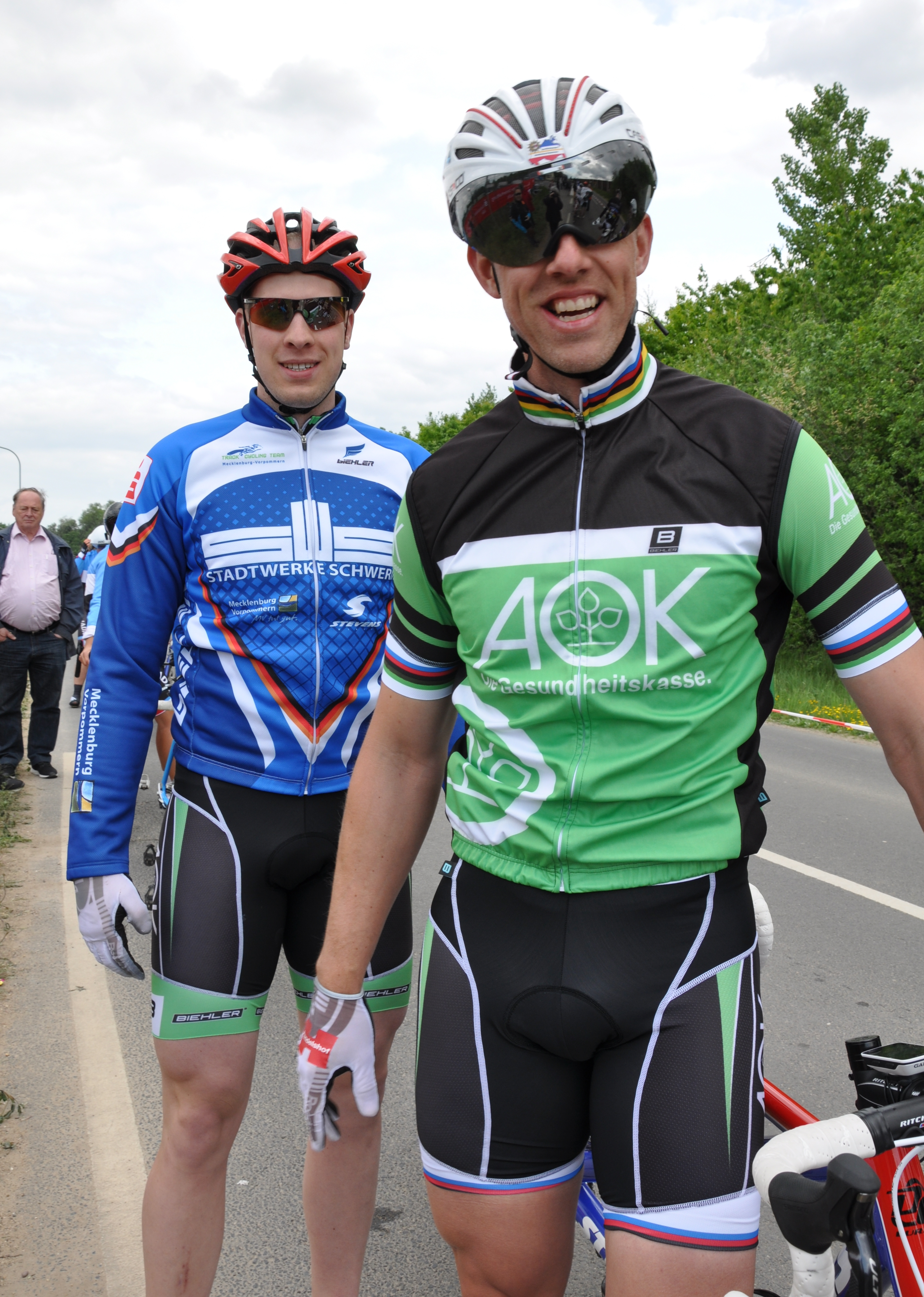
K. Kruse/S. Nimke
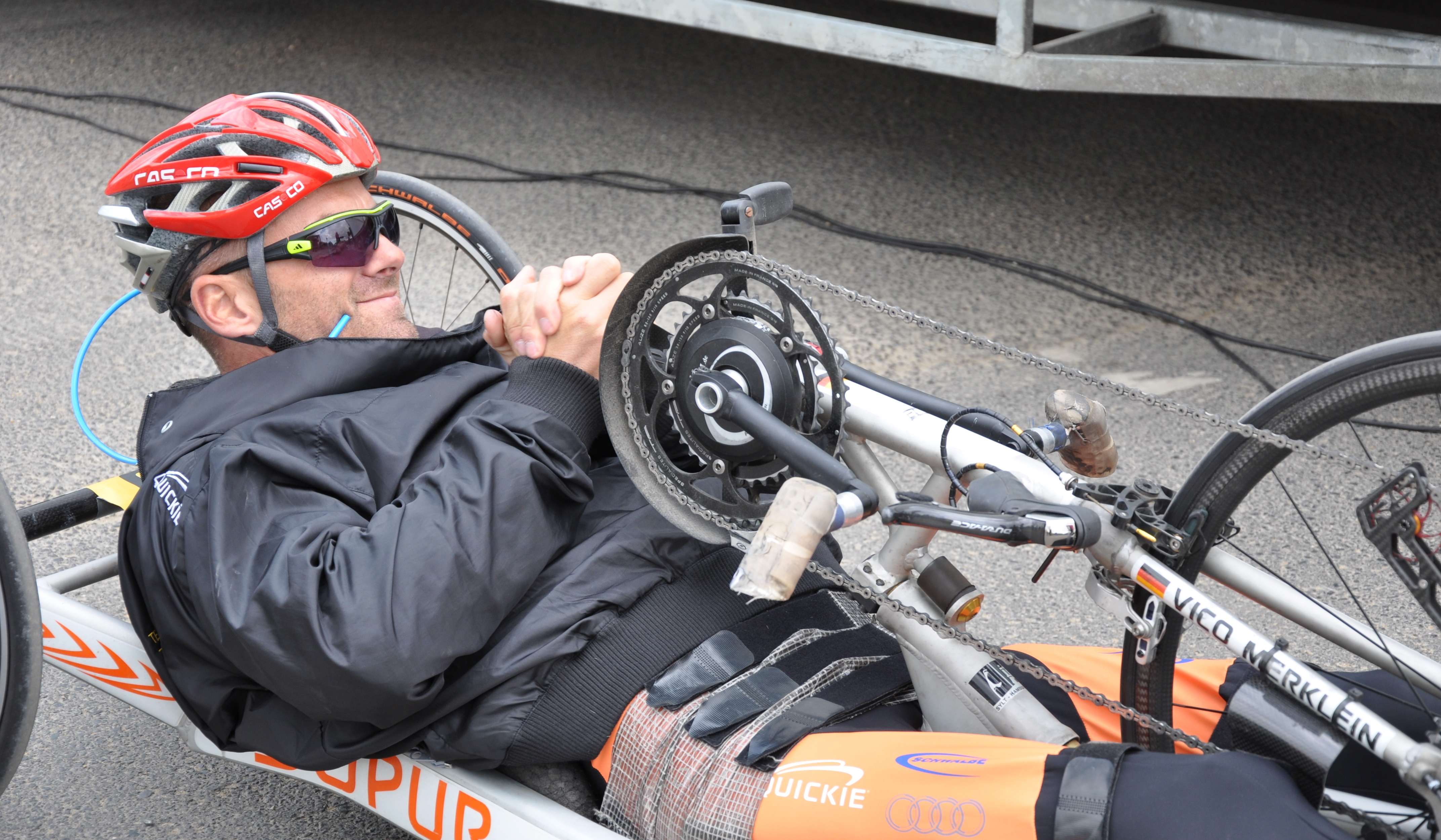
V. Merklein
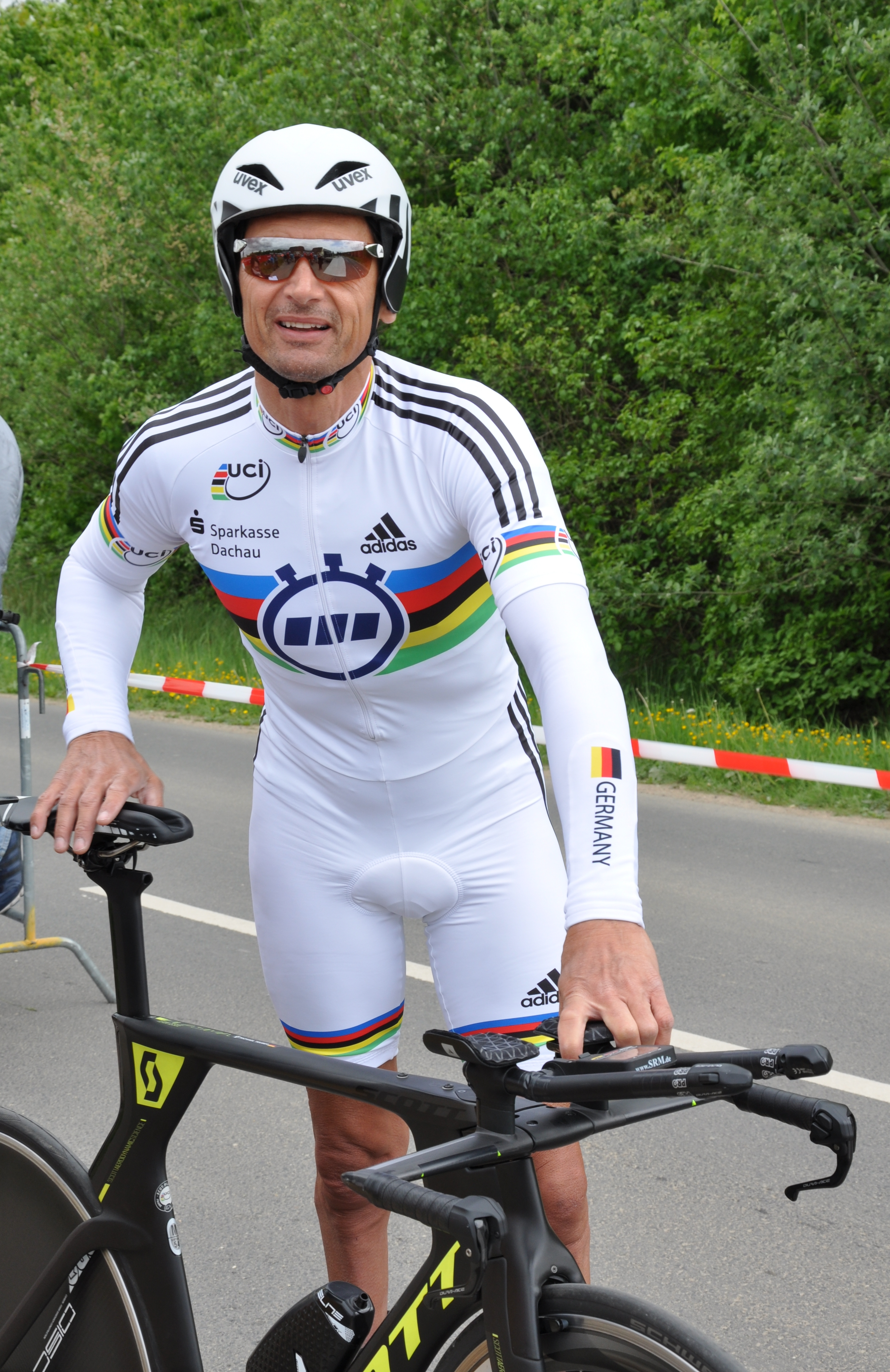
M. Teuber
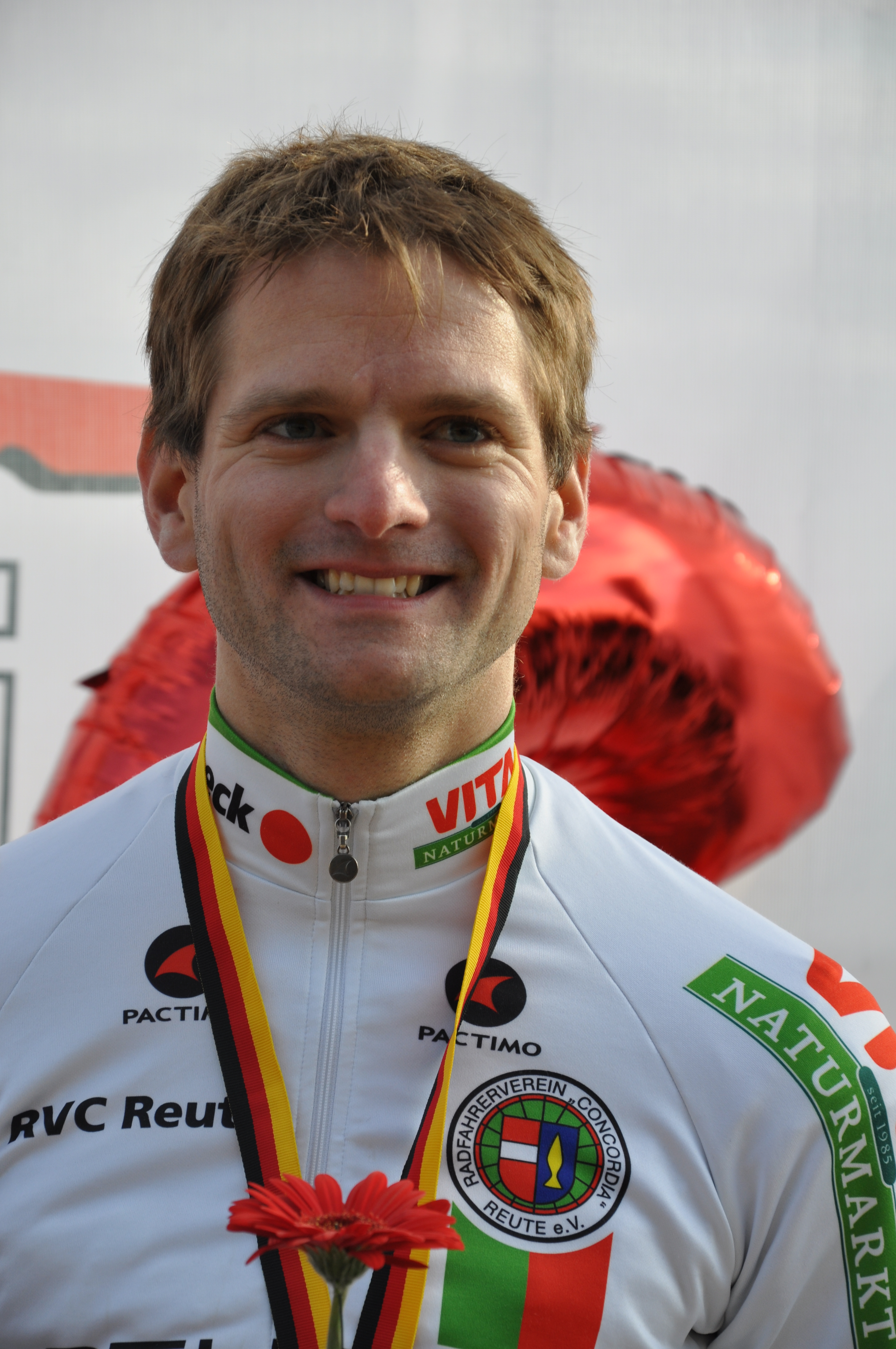
S. Warias
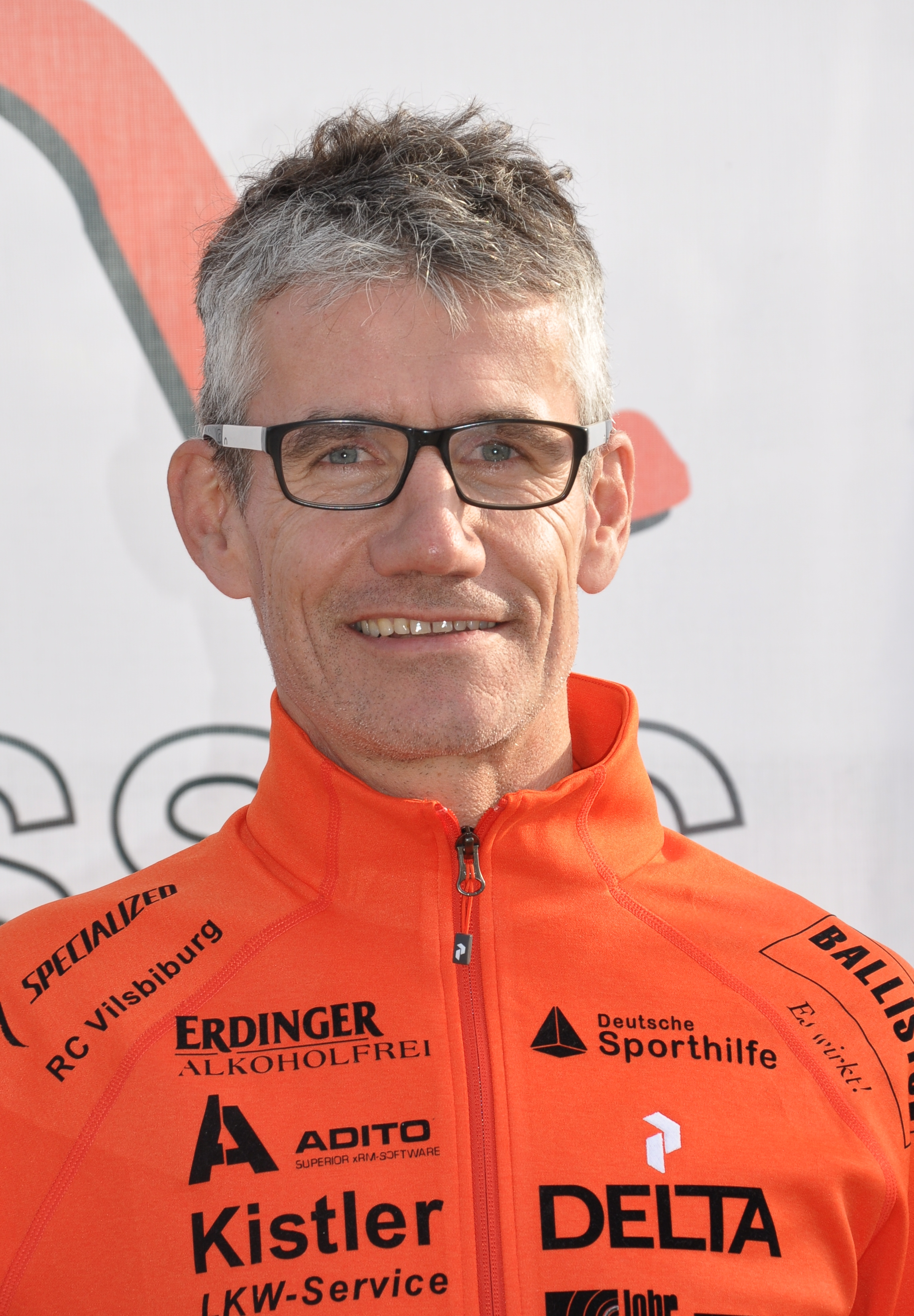
E. Winkler

### Reiten
| Athleten | Wettbewerb(e)            | Punkte/Prozent | Rang |
| --- | ------------------------ | -------------- | ---- |
| Elke Philipp mit Regaliz                                                                                              | Individual Test-Grade Ia | 73,696 %       | 4    |
| Elke Philipp mit Regaliz                                                                                              | Kür Grade Ia             | 73,700 %       | 4    |
| Alina Rosenberg mit Nea's Daboun                                                                                      | Individual Test-Grade Ib | 70,966 %       | 5    |
| Alina Rosenberg mit Nea's Daboun                                                                                      | Kür Grade Ib             | 72,550 %       | 4    |
| Claudia Schmidt mit Romeo Royal                                                                                       | Individual Test-Grade II | 67,314 %       | 11   |
| Steffen Zeibig mit Feel Good                                                                                          | Individual Test-Grade II | 70,057 %       | 4    |
| Steffen Zeibig mit Feel Good                                                                                          | Kür Grade II             | 74,350 %       |      |
| Carolin Schnarre mit Del Rusch                                                                                        | Individual Test-Grade IV | 69,905 %       | 5    |
| Carolin Schnarre mit Del Rusch                                                                                        | Kür Grade IV             | 69,600 %       | 5    |
| Elke Philipp mit Regaliz Alina Rosenberg mit Nea's Daboun Steffen Zeibig mit Feel Good Carolin Schnarre mit Del Rusch | Mannschaft               | 533,321 %      |      |

### Rollstuhlbasketball
| Wettbewerb                  | Frauen | Männer |
| --------------------------- | --- | --- |
| Athleten                    | Annika Zeyen Mareike Miller Annabel Breuer Simone Kues Maya Lindholm Marina Mohnen Gesche Schünemann Johanna Welin Annegrit Brießmann Laura Fürst Barbara Groß Anne Patzwald | Andre Bienek Thomas Böhme Jan Haller Matthias Heimbach Dirk Kohler Björn Lohmann Sebastian Magenheim Dirk Passiwan Nico Dreimüller Alexandr Halouski Christopher Huber Kai Möller |
| Trainer                     | Holger Glinicki | Nicolai Zeltinger |
| Gruppenphase                | Brasilien (77:32) Vereinigtes Königreich (45:50) Argentinien (59:20) | Iran (63:69) Vereinigte Staaten (52:77) Algerien (97:41) Großbritannien (52:66) Brasilien (73:61)                                                                                 |
| Viertelfinale               | Frankreich (76:28) | ausgeschieden |
| Halbfinale/Spiel um Platz 7 | Niederlande (55:45) | Niederlande (50:61) |
| Finale                      | Vereinigte Staaten (45:62) | ausgeschieden |
| Rang                        | Silber | 8. |

### Rollstuhlfechten
| Männer               |                |                  |     |                |               |               |               |               |               |   |
| Balwinder Cheema     | Säbel Einzel B | Feng Y.          | 2:5 | ausgeschieden  | ausgeschieden | ausgeschieden | ausgeschieden | ausgeschieden | ausgeschieden | 9 |
| Balwinder Cheema     | Säbel Einzel B | A. Castro        | 1:5 | ausgeschieden  | ausgeschieden | ausgeschieden | ausgeschieden | ausgeschieden | ausgeschieden | 9 |
| Balwinder Cheema     | Säbel Einzel B | P. Mainville     | 0:5 | ausgeschieden  | ausgeschieden | ausgeschieden | ausgeschieden | ausgeschieden | ausgeschieden | 9 |
| Balwinder Cheema     | Säbel Einzel B | P. Triantafyllou | 4:5 | ausgeschieden  | ausgeschieden | ausgeschieden | ausgeschieden | ausgeschieden | ausgeschieden | 9 |
| Simone Briese-Baetke | Degen Einzel B | C. Demaude       | 4:5 | A. Makrytskaya | 15:9          | S. Jana       | 5:15          | Yui C. C.     | 14:15         | 4 |
| Simone Briese-Baetke | Degen Einzel B | Yao F.           | 5:3 | A. Makrytskaya | 15:9          | S. Jana       | 5:15          | Yui C. C.     | 14:15         | 4 |
| Simone Briese-Baetke | Degen Einzel B | T. Pazniak       | 5:2 | A. Makrytskaya | 15:9          | S. Jana       | 5:15          | Yui C. C.     | 14:15         | 4 |
| Simone Briese-Baetke | Degen Einzel B | M. Makowska      | 5:4 | A. Makrytskaya | 15:9          | S. Jana       | 5:15          | Yui C. C.     | 14:15         | 4 |
| Simone Briese-Baetke | Degen Einzel B | K. Loufaki       | 5:2 | A. Makrytskaya | 15:9          | S. Jana       | 5:15          | Yui C. C.     | 14:15         | 4 |
| Simone Briese-Baetke | Säbel Einzel B | Chung Y. P.      | 5:0 | ausgeschieden  | ausgeschieden | ausgeschieden | ausgeschieden | ausgeschieden | ausgeschieden | 9 |
| Simone Briese-Baetke | Säbel Einzel B | B. Vio           | 0:5 | ausgeschieden  | ausgeschieden | ausgeschieden | ausgeschieden | ausgeschieden | ausgeschieden | 9 |
| Simone Briese-Baetke | Säbel Einzel B | Yao F.           | 3:5 | ausgeschieden  | ausgeschieden | ausgeschieden | ausgeschieden | ausgeschieden | ausgeschieden | 9 |
| Simone Briese-Baetke | Säbel Einzel B | A. Makrytskaya   | 3:5 | ausgeschieden  | ausgeschieden | ausgeschieden | ausgeschieden | ausgeschieden | ausgeschieden | 9 |
| Simone Briese-Baetke | Säbel Einzel B | I. Khetsuriani   | 2:5 | ausgeschieden  | ausgeschieden | ausgeschieden | ausgeschieden | ausgeschieden | ausgeschieden | 9 |

### Rollstuhltennis
| Athleten         | Wettbewerb | 1. Runde       | 1. Runde | Achtelfinale | Achtelfinale | Viertelfinale | Viertelfinale | Halbfinale    | Halbfinale    | Finale / Platz 3 | Finale / Platz 3 | Rang |
| Athleten         | Wettbewerb | Gegner         | Ergebnis | Gegner       | Ergebnis     | Gegner        | Ergebnis      | Gegner        | Ergebnis      | Gegner           | Ergebnis         | Rang |
| ---------------- | ---------- | -------------- | -------- | ------------ | ------------ | ------------- | ------------- | ------------- | ------------- | ---------------- | ---------------- | ---- |
| Frauen           |            |                |          |              |              |               |               |               |               |                  |                  |      |
| Katharina Krüger | Einzel     | L. Ochoa Ribes | 6:1, 6:1 | Huang H.     | 0:6, 3:6     | ausgeschieden | ausgeschieden | ausgeschieden | ausgeschieden | ausgeschieden    | ausgeschieden    | 9    |

### Rudern
| Athleten                                                                       | Wettbewerb                           | Vorlauf    | Vorlauf | Hoffnungslauf | Hoffnungslauf | Finale     | Finale | Rang |
| Athleten                                                                       | Wettbewerb                           | Zeit (min) | Rang    | Zeit (min)    | Rang          | Zeit (min) | Rang   | Rang |
| ------------------------------------------------------------------------------ | ------------------------------------ | ---------- | ------- | ------------- | ------------- | ---------- | ------ | ---- |
| Männer                                                                         |                                      |            |         |               |               |            |        |      |
| Johannes Schmidt                                                               | Einer ASM1x                          | 5:27,77    | 6       | 5:22,97       | 4             | 5:12,14    | 5 (B)  | 11   |
| Mixed                                                                          |                                      |            |         |               |               |            |        |      |
| Tino Kolitscher Susanne Lackner Anke Molkenthin Valentin Luz Inga Thöne (Stf.) | LTAMix4+ Vierer mit Steuermann/-frau | 3:31,59    | 3       | 3:35,68       | 1             | 3:27,34    | 4      | 4    |

### Segeln
| Mixed                                      |                       |    |   |   |
| Heiko Kröger                               | Einer Kielboot 2.4mR  | 55 | 6 | 6 |
| Jens Kroker Siegmund Mainka Lasse Klötzing | Dreier Kielboot Sonar | 55 | 6 | 6 |

### Schießen
| Athleten           | Wettbewerb                  | Qualifikation   | Qualifikation | Finale          | Finale        | Rang   |
| Athleten           | Wettbewerb                  | Ringe/ Scheiben | Rang          | Ringe/ Scheiben | Rang          | Rang   |
| ------------------ | --------------------------- | --------------- | ------------- | --------------- | ------------- | ------ |
| Männer             |                             |                 |               |                 |               |        |
| Norbert Gau        | 10 m Luftgewehr stehend SH1 | 613,8           | 12            | ausgeschieden   | ausgeschieden | 12     |
| Josef Neumaier     | 10 m Luftgewehr stehend SH1 | 612,3           | 13            | ausgeschieden   | ausgeschieden | 13     |
| Josef Neumaier     | 50 m Dreistellungskampf SH1 | 1136            | 11            | ausgeschieden   | ausgeschieden | 11     |
| Frauen             |                             |                 |               |                 |               |        |
| Natascha Hiltrop   | 10 m Luftgewehr stehend SH1 | 400,5           | 12            | ausgeschieden   | ausgeschieden | 12     |
| Manuela Schmermund | 10 m Luftgewehr stehend SH1 | 399,1           | 16            | ausgeschieden   | ausgeschieden | 16     |
| Elke Seeliger      | 10 m Luftgewehr stehend SH1 | 401,6           | 11            | ausgeschieden   | ausgeschieden | 11     |
| Natascha Hiltrop   | 50 m Dreistellungskampf SH1 | 563             | 5             | 390,9           | 7             | 7      |
| Manuela Schmermund | 50 m Dreistellungskampf SH1 | 558             | 7             | 423,2           | 4             | 4      |
| Elke Seeliger      | 50 m Dreistellungskampf SH1 | 546             | 14            | ausgeschieden   | ausgeschieden | 14     |
| Mixed              |                             |                 |               |                 |               |        |
| Natascha Hiltrop   | 10 m Luftgewehr liegend SH1 | 634,3           | 5             | 211,2           | 2             | Silber |
| Bernhard Fendt     | 10 m Luftgewehr liegend SH1 | 625,4           | 32            | ausgeschieden   | ausgeschieden | 32     |
| Natascha Hiltrop   | 50 m Gewehr liegend SH1     | 612,8           | 13            | ausgeschieden   | ausgeschieden | 13     |
| Manuela Schmermund | 50 m Gewehr liegend SH1     | 609,5           | 22            | ausgeschieden   | ausgeschieden | 22     |
| Bernhard Fendt     | 50 m Gewehr liegend SH1     | 600,4           | 34            | ausgeschieden   | ausgeschieden | 34     |

### Schwimmen
| Athleten               | Wettbewerb              | Vorlauf      | Vorlauf | Finale        | Finale        | Rang   |
| Athleten               | Wettbewerb              | Zeit         | Rang    | Zeit          | Rang          | Rang   |
| ---------------------- | ----------------------- | ------------ | ------- | ------------- | ------------- | ------ |
| Männer                 |                         |              |         |               |               |        |
| Christoph Burkard      | 100 m Brust SB6         | 1:29,90 min  | 6       | 1:27,68 min   | 6             | 6      |
| Tobias Pollap          | 50 m Freistil S7        | 30,23 s      | 7       | 30,04 s       | 8             | 8      |
| Tobias Pollap          | 100 m Freistil S7       | 1:05,73 min  | 5       | 1:04,76 min   | 7             | 7      |
| Tobias Pollap          | 50 m Schmetterling S7   | 32,13 s      | 7       | 32,91 s       | 8             | 8      |
| Tobias Pollap          | 200 m Lagen SM7         | 2:46,16 min  | 5       | 2:45,40 min   | 6             | 6      |
| Thorben Schmidtke      | 100 m Freistil S8       | 1:03,75 min  | 13      | ausgeschieden | ausgeschieden | 13     |
| Thorben Schmidtke      | 400 m Freistil S8       | 4:26,29 min  | 11      | ausgeschieden | ausgeschieden | 11     |
| Thorben Schmidtke      | 100 m Brust SB6         | 1:24,61 min  | 3       | 1:23,47 min   | 3             | Bronze |
| Hannes Schürmann       | 50 m Freistil S7        | 32,93 s      | 12      | ausgeschieden | ausgeschieden | 12     |
| Hannes Schürmann       | 100 m Freistil S7       | 1:10,09      | 11      | ausgeschieden | ausgeschieden | 11     |
| Hannes Schürmann       | 400 m Freistil S7       | 5:26,39 min  | 11      | ausgeschieden | ausgeschieden | 11     |
| Hannes Schürmann       | 100 m Rücken S7         | 1:22,39 min  | 10      | ausgeschieden | ausgeschieden | 10     |
| Hannes Schürmann       | 50 m Schmetterling S7   | 36,39 s      | 13      | ausgeschieden | ausgeschieden | 13     |
| Hannes Schürmann       | 200 m Lagen S7          | DSQ          | DSQ     | ausgeschieden | ausgeschieden | DSQ    |
| Daniel Simon           | 50 m Freistil S12       | 25,23 s      | 9       | ausgeschieden | ausgeschieden | 9      |
| Daniel Simon           | 100 m Brust SB12        | 1:11,52 min  | 7       | 1:12,08 min   | 7             | 7      |
| Frauen                 |                         |              |         |               |               |        |
| Janina Breuer          | 200 m Freistil S14      | 2:21,14 min  | 7       | 2:22,16 min   | 8             | 8      |
| Janina Breuer          | 100 m Rücken S14        | 1:16,26 min  | 6       | 1:16,02 min   | 6             | 6      |
| Janina Breuer          | 100 m Brust SB14        | 1:28,65 min  | 10      | ausgeschieden | ausgeschieden | 10     |
| Janina Breuer          | 200 m Lagen SM14        | 2:41,69 min  | 9       | ausgeschieden | ausgeschieden | 9      |
| Annke Conradi          | 100 m Freistil S3       | 2:28,57 min  | 10      | ausgeschieden | ausgeschieden | 10     |
| Annke Conradi          | 50 m Rücken S3          | 1:12,28 min  | 11      | ausgeschieden | ausgeschieden | 11     |
| Denise Grahl           | 50 m Freistil S7        | 33,28 s      | 2       | 33,16 s       | 2             | Silber |
| Denise Grahl           | 100 m Freistil S7       | 1:13,43 min  | 2       | 1:13,70       | 5             | 5      |
| Denise Grahl           | 50 m Schmetterling S7   | 40,62 s      | 9       | ausgeschieden | ausgeschieden | 9      |
| Elena Krawzow          | 50 m Freistil S13       | 29,51 s      | 15      | ausgeschieden | ausgeschieden | 15     |
| Elena Krawzow          | 100 m Freistil S13      | 1:06,89 min  | 19      | ausgeschieden | ausgeschieden | 19     |
| Elena Krawzow          | 100 m Brust SB13        | 1:17,25 min  | 2       | 1:17,46 min   | 5             | 5      |
| Elena Krawzow          | 200 m Lagen SM13        | 2:40,51 min  | 9       | ausgeschieden | ausgeschieden | 9      |
| Maike Naomi Schnittger | 50 m Freistil S12       | 28,87 s      | 2       | 28,38 s       | 2             | Silber |
| Maike Naomi Schnittger | 100 m Freistil S13      | 1:01,78 min  | 5       | 1:01,57 min   | 6             | 6      |
| Maike Naomi Schnittger | 400 m Freistil S13      | 4:43,59 min  | 3       | 4:43,57 min   | 4             | 4      |
| Maike Naomi Schnittger | 100 m Schmetterling S13 | 1:09,96 s    | 10      | ausgeschieden | ausgeschieden | 10     |
| Daniela Schulte        | 400 m Freistil S11      | 5:27,41 min  | 3       | 5:29,93 min   | 5             | 5      |
| Daniela Schulte        | 100 m Rücken S11        | 1:26,13 min  | 9       | ausgeschieden | ausgeschieden | 9      |
| Daniela Schulte        | 200 m Lagen SM11        | 3:00,74 min  | 6       | 2:59,08 min   | 7             | 7      |
| Verena Schott          | 100 m Freistil S7       | 1:18,57 min  | 8       | 1:18,72 min   | 8             | 8      |
| Verena Schott          | 400 m Freistil S7       | —            | —       | 5:41,47 min   | 5             | 5      |
| Verena Schott          | 100 m Brust SB5         | 1:49,38 min  | 5       | 1:46,07 min   | 4             | 4      |
| Verena Schott          | 200 m Lagen SM6         | 3:16,63 min  | 7       | 3:10,44 min   | 4             | 4      |
| Emely Telle            | 50 m Freistil S12       | 31,19 s      | 8       | 30,87 s       | 8             | 8      |
| Emely Telle            | 100 m Brust SB13        | 1:21,78 min  | 9       | ausgeschieden | ausgeschieden | 9      |
| Emely Telle            | 100 m Schmetterling S13 | 1:14,728 min | 13      | ausgeschieden | ausgeschieden | 13     |

### Sitzvolleyball
| Wettbewerb       | Männer |
| ---------------- | --- |
| Athleten         | Stefan Hähnlein Christoph Herzog Barbaros Sayilir Torben Schiewe Alexander Schiffler Jürgen Schrapp Heiko Wiesenthal Dominik Albrecht Lukas Schiwy Stefan Schu Mathis Tigler Martin Vogel |
| Trainer          | Rudi Sonnenbichler |
| Gruppenphase     | Ägypten 2:3 Vereinigte Staaten 3:2 Brasilien 1:3 |
| Spiel um Platz 5 | Ukraine 1:3 |
| Rang             | 6. |

### Tischtennis
| Athleten                                | Wettbewerb | Gruppenphase     | Gruppenphase | Achtelfinale  | Achtelfinale  | Viertelfinale | Viertelfinale | Halbfinale    | Halbfinale    | Finale              | Finale        | Rang |
| Athleten                                | Wettbewerb | Gegner           | Erg.         | Gegner        | Erg.          | Gegner        | Erg.          | Gegner        | Erg.          | Gegner              | Erg.          | Rang |
| --------------------------------------- | ---------- | ---------------- | ------------ | ------------- | ------------- | ------------- | ------------- | ------------- | ------------- | ------------------- | ------------- | ---- |
| Männer                                  |            |                  |              |               |               |               |               |               |               |                     |               |      |
| Holger Nikelis                          | Einzel C1  | E. Major         | 1:3          | ausgeschieden | ausgeschieden | ausgeschieden | ausgeschieden | ausgeschieden | ausgeschieden | ausgeschieden       | ausgeschieden | 9    |
| Holger Nikelis                          | Einzel C1  | Joo Y.-d.        | 0:3          | ausgeschieden | ausgeschieden | ausgeschieden | ausgeschieden | ausgeschieden | ausgeschieden | ausgeschieden       | ausgeschieden | 9    |
| Thomas Schmidberger                     | Einzel C3  | D. Makszin       | 3:0          | A. Abu Jame'  | 3:0           | W. Knaf       | 3:0           | F. Merrien    | 3:2           | Feng P.             | 1:3           |      |
| Thomas Schmidberger                     | Einzel C3  | A. Laowong       | 3:0          | A. Abu Jame'  | 3:0           | W. Knaf       | 3:0           | F. Merrien    | 3:2           | Feng P.             | 1:3           |      |
| Thomas Brüchle                          | Einzel C3  | A. Abu Jame'     | 3:1          | Kim J.-s.     | 3:1           | Zhai X.       | 3:2           | Feng P.       | 1:3           | F. Merrien          | 2:3           | 4    |
| Thomas Brüchle                          | Einzel C3  | Jejoung Y.-i.    | 3:1          | Kim J.-s.     | 3:1           | Zhai X.       | 3:2           | Feng P.       | 1:3           | F. Merrien          | 2:3           | 4    |
| Jan Gürtler                             | Einzel C3  | Zhao P.          | 2:3          | A. Ohgren     | 3:0           | Feng P.       | 1:3           | ausgeschieden | ausgeschieden | ausgeschieden       | ausgeschieden | 5    |
| Jan Gürtler                             | Einzel C3  | S. Yoshida       | 3:1          | A. Ohgren     | 3:0           | Feng P.       | 1:3           | ausgeschieden | ausgeschieden | ausgeschieden       | ausgeschieden | 5    |
| Valentin Baus                           | Einzel C5  | C. Sagatto       | 3:0          | —             | —             | E. Fetir      | 3:0           | M. Palikuca   | 3:0           | Cao N.              | 0:3           |      |
| Valentin Baus                           | Einzel C5  | J. Hunter-Spivey | 3:0          | —             | —             | E. Fetir      | 3:0           | M. Palikuca   | 3:0           | Cao N.              | 0:3           |      |
| Thomas Rau                              | Einzel C6  | D. Wetherill     | 3:0          | —             | —             | Park H. K.    | 0:3           | ausgeschieden | ausgeschieden | ausgeschieden       | ausgeschieden | 5    |
| Thomas Rau                              | Einzel C6  | I. Hamato        | 3:0          | —             | —             | Park H. K.    | 0:3           | ausgeschieden | ausgeschieden | ausgeschieden       | ausgeschieden | 5    |
| Jochen Wollmert                         | Einzel C7  | M. Nikolenko     | 1:3          | ausgeschieden | ausgeschieden | ausgeschieden | ausgeschieden | ausgeschieden | ausgeschieden | ausgeschieden       | ausgeschieden | 13   |
| Jochen Wollmert                         | Einzel C7  | S. Messi         | 0:3          | ausgeschieden | ausgeschieden | ausgeschieden | ausgeschieden | ausgeschieden | ausgeschieden | ausgeschieden       | ausgeschieden | 13   |
| Thomas Brüchle Thomas Schmidberger      | Team C3    | —                | —            | —             | —             | Schweden      | 2:0           | Brasilien     | 2:0           | Volksrepublik China | 1:2           |      |
| Jan Gürtler Valentin Baus               | Team C4-5  | —                | —            | Serbien       | 2:0           | Südkorea      | 0:2           | ausgeschieden | ausgeschieden | ausgeschieden       | ausgeschieden | 5    |
| Frauen                                  |            |                  |              |               |               |               |               |               |               |                     |               |      |
| Sandra Mikolaschek                      | Einzel C4  | N. Matic         | 3:1          | —             | —             | S. Gilroy     | 2:3           | ausgeschieden | ausgeschieden | ausgeschieden       | ausgeschieden | 5    |
| Sandra Mikolaschek                      | Einzel C4  | D. Di Toro       | 3:0          | —             | —             | S. Gilroy     | 2:3           | ausgeschieden | ausgeschieden | ausgeschieden       | ausgeschieden | 5    |
| Stephanie Grebe                         | Einzel C6  | M. Lytowchenko   | 3:1          | —             | —             | —             | —             | A. Khodzynska | 3:2           | S. Paovic           | 0:3           |      |
| Stephanie Grebe                         | Einzel C6  | K. Marszal       | 3:1          | —             | —             | —             | —             | A. Khodzynska | 3:2           | S. Paovic           | 0:3           |      |
| Juliane Wolf                            | Einzel C8  | Z. Arloy         | 3:1          | —             | —             | —             | —             | Mao J.        | 1:3           | J. Medina           | 0:3           | 4    |
| Juliane Wolf                            | Einzel C8  | T. Kamkasomphou  | 0:3          | —             | —             | —             | —             | Mao J.        | 1:3           | J. Medina           | 0:3           | 4    |
| Juliane Wolf                            | Einzel C8  | Pan M.           | 2:3          | —             | —             | —             | —             | Mao J.        | 1:3           | J. Medina           | 0:3           | 4    |
| Lena Kramm                              | Einzel C9  | K. Pek           | 0:3          | —             | —             | —             | —             | ausgeschieden | ausgeschieden | ausgeschieden       | ausgeschieden | 7    |
| Lena Kramm                              | Einzel C9  | D. Rauen         | 0:3          | —             | —             | —             | —             | ausgeschieden | ausgeschieden | ausgeschieden       | ausgeschieden | 7    |
| Lena Kramm                              | Einzel C9  | Xiong G.         | 0:3          | —             | —             | —             | —             | ausgeschieden | ausgeschieden | ausgeschieden       | ausgeschieden | 7    |
| Stephanie Grebe Lena Kramm Juliane Wolf | Team C6-10 | —                | —            | —             | —             | Brasilien     | 0:2           | ausgeschieden | ausgeschieden | ausgeschieden       | ausgeschieden | 5    |

### Triathlon
| Athleten      | Klasse | Zeit (h) | Rang |
| ------------- | ------ | -------- | ---- |
| Martin Schulz | PT4    | 1:02:37  | Gold |
| Stefan Lösler | PT2    | 1:17:24  | 8    |